# Raid Dolnośląski 1959
3. Raid Dolnośląski – 3. edycja Rajdu Dolnośląskiego. Był to rajd samochodowy rozgrywany od 19 do 21 czerwca 1959 roku. Była to trzecia runda rajdowych samochodowych mistrzostw Polski w roku 1959. Zawodnicy byli klasyfikowani w poszczególnych klasach, nie było klasyfikacji generalnej.

## Wyniki końcowe rajdu[1]

### Klasa VIII
| Miejsce | Kierowca          | Samochód     |
| ------- | ----------------- | ------------ |
| 1       | Ksawery Frank     | Opel Kapitan |
| 2       | Henryk Ruciński   | Ford         |
| 3       | Henryk Frąckowiak | Opel Kapitan |

### Klasa VII
| Miejsce | Kierowca           | Samochód      |
| ------- | ------------------ | ------------- |
| 1       | Andrzej Żymirski   | Opel Rekord   |
| 2       | Michał Bieder      | Citroen BL 11 |
| 3       | Zygmunt Szczęśniak | Citroen BL 11 |

### Klasa V
| Miejsce | Kierowca          | Pilot      | Samochód     |
| ------- | ----------------- | ---------- | ------------ |
| 1       | Sobiesław Zasada  | Ewa Zasada | Simca Aronde |
| 2       | Grzegorz Timoszek |            | Simca Aronde |
| 3       | Jerzy Miodyński   |            | Simca Aronde |

### Klasa IV
| Miejsce | Kierowca       | Samochód     |
| ------- | -------------- | ------------ |
| 1       | Antoni Weiner  | Wartburg 311 |
| 2       | Jan Wojtowicz  | Renault      |
| 3       | Henryk Kosecki | Wartburg 311 |

### Klasa III
| Miejsce | Kierowca          | Samochód     |
| ------- | ----------------- | ------------ |
| 1       | Zygmunt Gebethner | Renault 4 CV |
| 2       | Stanisław Wierzba | FSO Syrena   |
| 3       | Marian Repeta     | FSO Syrena   |